# كيم جاي-يونغ (ممثل)
كيم جاي-يونغ (مواليد 30 سبتمبر 1988) هو ممثل وعارض أزياء من كوريا الجنوبية.

## فيلموغرافيا

### مسلسلات تلفزيونية
| عام  | عنوان                                         | الدور                | قناة البث     |
| ---- | --------------------------------------------- | -------------------- | ------------- |
| 2014 | بليد مان                                      | جي جيل               | كي بي إس 2    |
| 2015 | مرحبا الوحش                                   | مين سيونغ جو         | كي بي إس 2    |
| 2015 | يونغ بال                                      | يونغ بال 2 (ظهور 18) | إس بي إس      |
| 2016 | سيد الانتقام                                  | اذهب جيل يونغ        | كي بي إس 2    |
| 2016 | حاشية                                         | كيم جاي يونغ         | تي في إن      |
| 2017 | رومانسيتي السرية                              | جونغ هيون تاي        | أو سي إن      |
| 2017 | أسود                                          | ليو / كيم وو سيك     | أو سي إن      |
| 2018 | 100 يوم يا أميري                              | مو يون / يون سيوك ها | تي في ان      |
| 2018 | غرفة إيون جو                                  | سيو مين سيوك         | تلفزيون أوليف |
| 2019 | بوتيك سيكريت                                  | يون سيون-وو          | إس بي إس      |
| 2019 | حب جميل ، حياة رائعة                          | جوو جون هوي          | كي بي إس 2    |
| 2021 | أنعكاس لك                                     | سيو وو جاي           | جي تي بي سي   |
| 2022 | الاثنين الأربعاء الجمعة الثلاثاء الخميس السبت | كانغ هاي جين         | تي في ان      |
| 2024 | قاضية من الجحيم                               | هان دا أون           | اس بي اس      |

## الافلام
| عام  | عنوان        | وظيفة         |
| ---- | ------------ | ------------- |
| 2013 | ممنوع التنفس | داي تشان      |
| 2016 | خرج عن مساره | كانغ سونغ هون |
| 2018 | النوم الذهبي | بارك جوون     |
| 2019 | مال          | جون وو سونغ   |

## جوائز و ترشيحات
| عام  | جائزة                | فئة                           | عمل معين             | نتيجة |
| ---- | -------------------- | ----------------------------- | -------------------- | ----- |
| 2019 | جوائز اس بي اس دراما | أفضل ممثل جديد                | بوتيك سيكريت         | رشح   |
| 2019 | جوائز KBS الدرامية   | أفضل ممثل جديد                | حب جميل ، حياة رائعة | فوز   |
| 2019 | جوائز KBS الدرامية   | ممثل ، جائزة مستخدم الانترنت  | حب جميل ، حياة رائعة | رشح   |
| 2019 | جوائز KBS الدرامية   | جائزة أفضل ثنائي مع سيو ان اه | حب جميل ، حياة رائعة | رشح   |